# Man Man
Man Man è un gruppo sperimentale rock di Philadelphia, Pennsylvania. Il loro genere è stato definito Gipsy Jazz, un suono ricco di contaminazioni sia rock che soul, con dei ritmi generalmente frenetici. Sono famosi soprattutto per le loro esecuzioni dal vivo, dove si esibiscono abitualmente vestiti sempre in t-shirt e boxer bianchi.
Sono conosciuti con degli pseudonimi, il frontman, cantante e pianista, si chiama Honus Honus e gli altri membri sono conosciuti come Sergei Sogay, Pow Pow, Critter Crat e Chang Wang. Prima di chiamarsi Man Man la banda aveva il nome di Gamelon and briefly Magic Blood.
In sala di registrazione, Honus suona il piano stile Honky Tonk mentre durante i live usa Piano Rhodes. Altri strumenti utilizzati dal resto della band sono il sassofono, la tromba, il corno francese, il flauto, un Fender Jazz Bass, lo xilofono, la marimba, il clarinetto e altri vari strumenti a corde e a percussione.
Nel 2007 la Nike ha girato uno spot televisivo con protagonista l'attore Rainn Wilson che aveva come sottofondo "10 lb Mustache", canzone tratta dall'album The Man in a Blue Turban with a Face.
Il gruppo ha ultimato la registrazione del loro quanto album, intitolato Life Fantastic, col produttore Mike Mogis in Omaha, Nebraska.

## Discografia
- (2004) The Man in a Blue Turban with a Face
- (2006) Six Demon Bag
- (2008) Rabbit Habits #186 US
- (2011) Life Fantastic
- (2013) On Oni Pond
- (2020) Dream Hunting In The Valley Of The In-Between

## Singoli
- (2004) Man Man EP
- (2008) Little Torments 7"